# تشيستر بيرنت
تشيستر بيرنت (بالإنجليزية: Chester Burnett)‏ هو لاعب كرة قدم أمريكية أمريكي، ولد في 15 أبريل 1975 في دنفر في الولايات المتحدة.

## وصلات خارجية
- تشيستر بيرنت على موقع مرجع كرة القدم المحترفة.كوم (الإنجليزية)